# Комаровка (Астраханская область)
Комаровка — село в Камызякском районе Астраханской области России. Входит в состав Николо-Комаровского сельсовета.

## География
Село находится в южной части Астраханской области, на левом берегу протоки Чилимная дельты реки Волги, на расстоянии примерно 14 километров (по прямой) к западу-северо-западу (WNW) от города Камызяк, административного центра района. Абсолютная высота — 25 метров ниже уровня моря.
Климат умеренный, резко континентальный. Характеризуется высокими температурами летом и низкими — зимой, малым количеством осадков, а также большими годовыми и летними суточными амплитудами температуры воздуха.

## Население
| 2002 | 2010 | 2011 |
| ---- | ---- | ---- |
| 408  | ↘354 | ↗392 |

По данным Всероссийской переписи, в 2010 году численность населения села составляла 354 человека (171 мужчина и 183 женщины). Согласно результатам переписи 2002 года, в национальной структуре населения русские составляли 98 %.

## Инфраструктура
В селе функционируют филиал МБОУ «Никольская СОШ имени Героя Советского Союза Кошманова М. М.», сельский клуб и фельдшерско-акушерский пункт (филиал ГБУЗ «Камызякская центральная районная больница»).

## Улицы
Уличная сеть села состоит из 12 улиц.